# K2-3
K2-3 — красный карлик в созвездии Льва на расстоянии 44 пк с тремя известными экзопланетами. Планетная система звезды была открыта фотометрическими наблюдениями КТ «Кеплер» в 2015 году.
На 2019 год K2-3 входит в десятку ближайших звёзд, о которых известно, что они имеют транзитные планеты. Благодаря её близкому расположению, она достаточно яркая для изучения газового состава их атмосфер.

## Планетная система
Все три известные на 2019 год экзопланеты K2-3 являются суперземлями, последняя по счёту от звезды планета находится в зоне обитаемости.